# Australisk kärrhök
Australisk kärrhök (Circus approximans) är en fågel i familjen hökar inom ordningen hökfåglar.

## Utseende
Australisk kärrhök är en medelstor rovfågel med långa ben och långa, smala vingar. Adulta fåglar har en varierande fjäderdräkt, men övergumpen är alltid vit. Ungfågeln är mörkare under.

## Utbredning och systematik
Australisk kärrhök är vida spridd i australiska regionen samt i sydvästra Oceanien. Vanligtvis behandlas den som monotypisk, men vissa delar in den i två underarter med följande utbredning:
- Circus approximans approximans – Vanuatu, Nya Kaledonien och Loyautéöarna österut genom Melanesien och västra Polynesien till Tonga
- Circus approximans gouldi – Australien (förutom torra inlandet), Tasmanien, Nya Zeeland och Chathamöarna

## Levnadssätt
Australisk kärrhök ses flyga långsamt och lågt över öppna miljöer, med vingarna hållna i ett grund V. Den häckar i vassbälten och påträffas vanligen i och kring våtmarker.

## Status
Arten har ett stort utbredningsområde och beståndet anses stabilt. Internationella naturvårdsunionen IUCN listar den därför som livskraftig (LC).

## Bilder

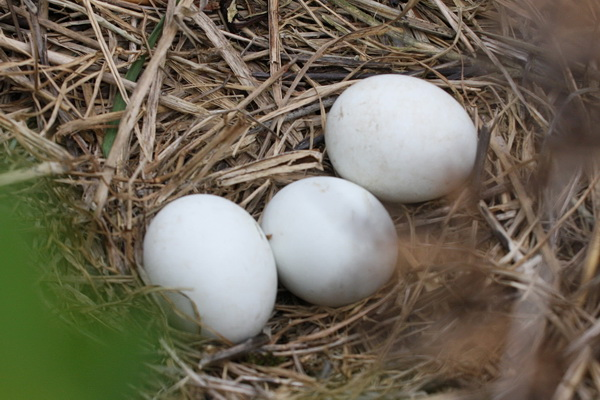
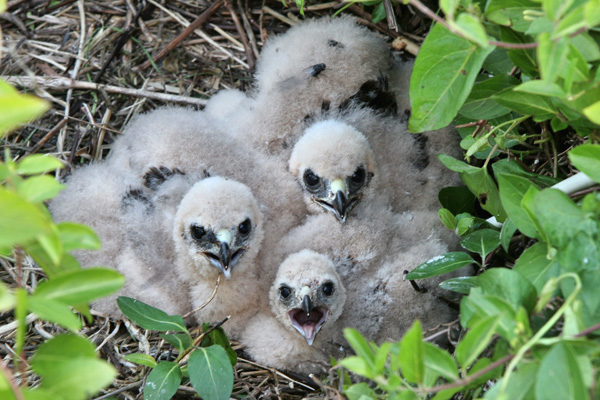
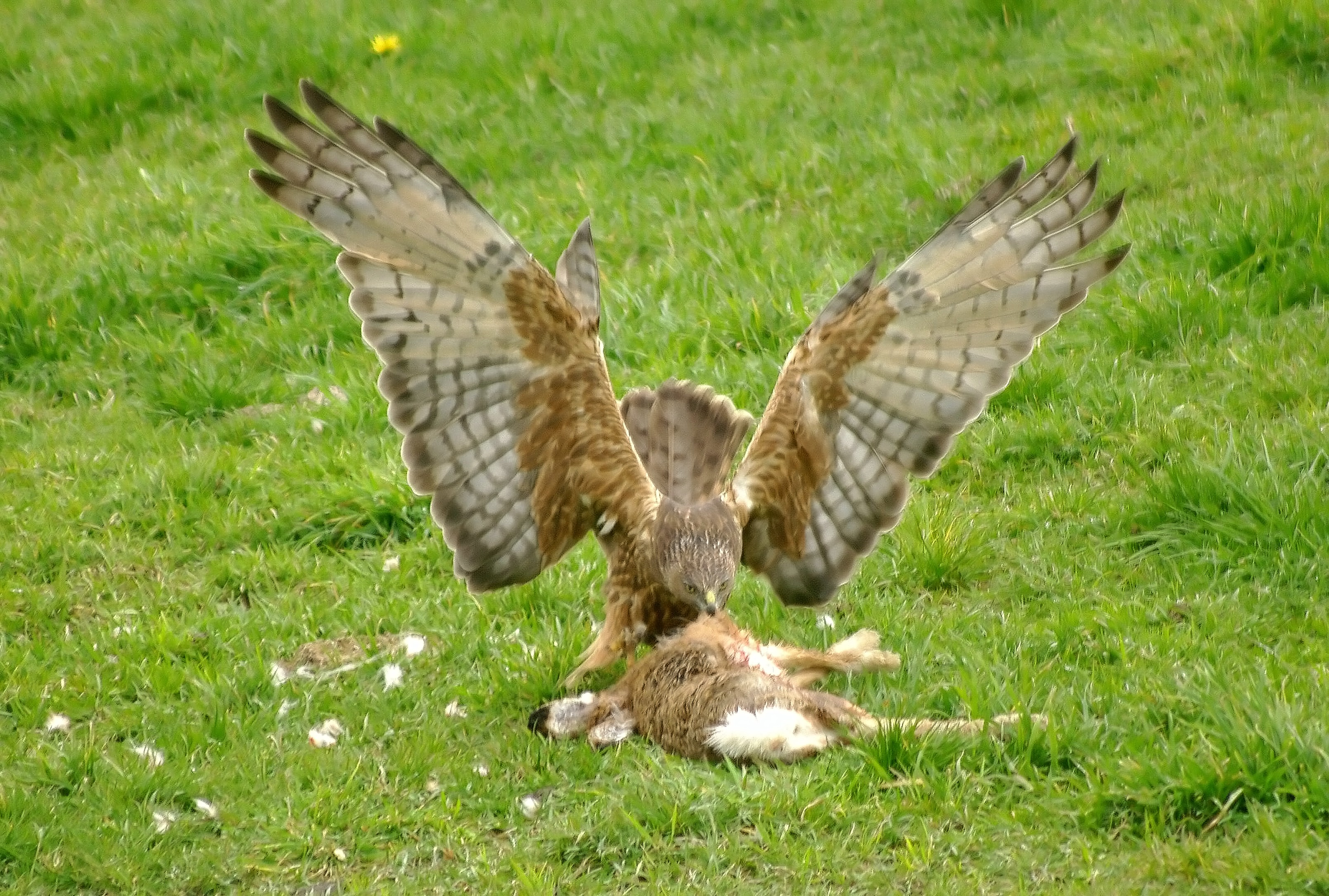
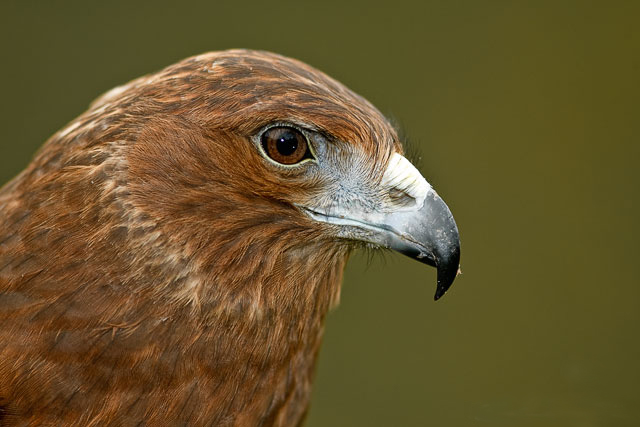
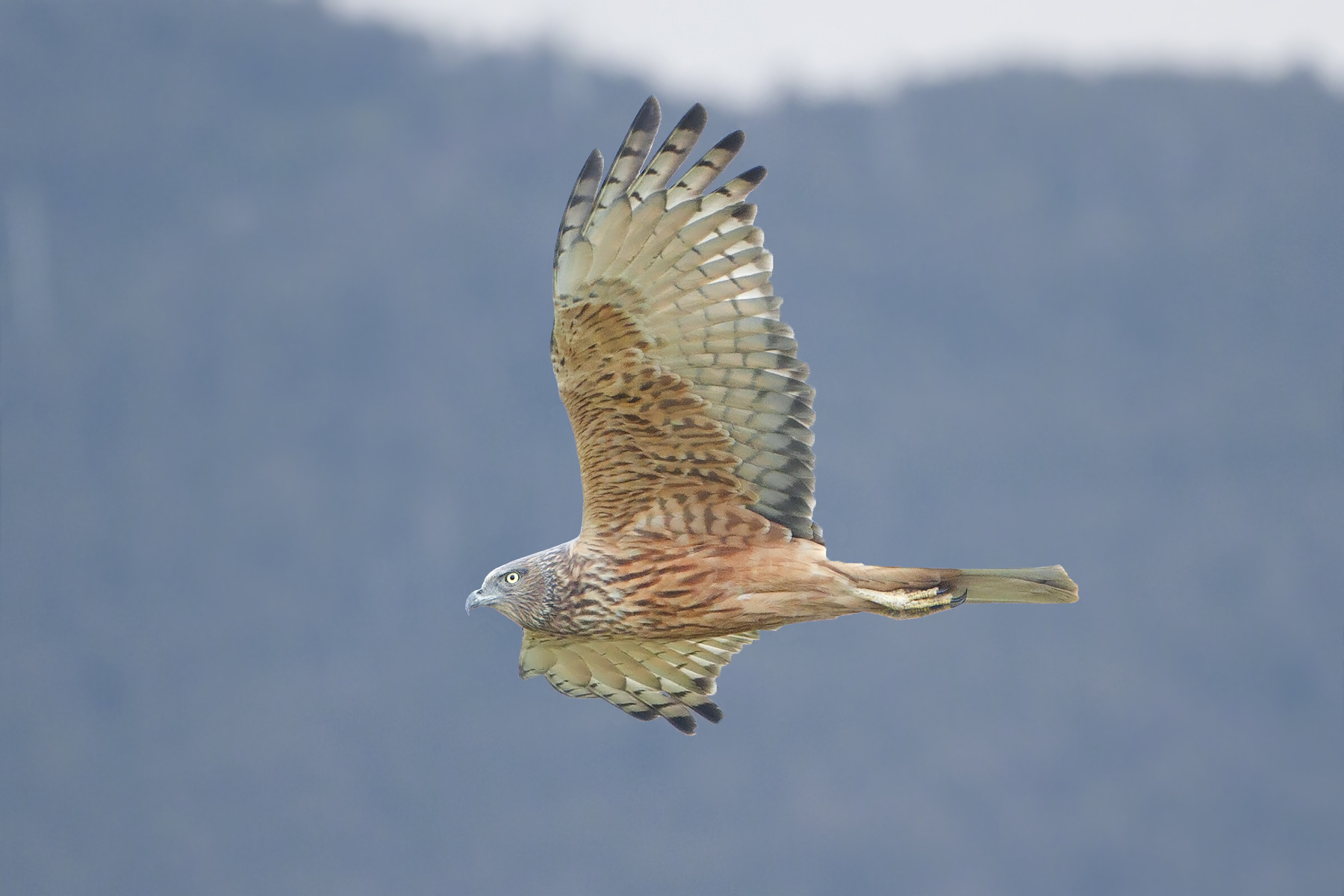